# یواس‌اس ردفیش (اس‌اس-۳۹۵)
یواس‌اس ردفیش (اس‌اس-۳۹۵) (به انگلیسی: USS Redfish (SS-395)) یک زیردریایی بود که طول آن ۳۱۱ فوت ۶ اینچ (۹۴٫۹۵ متر) بود. این زیردریایی در سال ۱۹۴۴ ساخته شد.